# نیک ایتکین
نیک ایتکین (انگلیسی: Nick Itkin؛ زادهٔ ۹ اکتبر ۱۹۹۹) شمشیرباز اهل ایالات متحده آمریکا است.